# セス (ストリートファイター)
セス (Seth) は、カプコンの対戦型格闘ゲーム『ストリートファイターIV』などに登場する架空の人物。
担当声優は大塚明夫（日本語）、マイケル・マコノヒー（英語）。

## 概要
『ストリートファイターIV』（以下、『ストIV』）シリーズにおける全キャラクター共通のボスキャラクターで、アーケードモード最終ステージでファイターたちの前に立ちはだかる。『ストリートファイター』シリーズにおける悪の組織・シャドルーにも深く関わっているほか、多数のキャラクターのエンディングにも登場している。
初代『ストIV』の家庭用版では条件を満たすことでプレイヤーキャラクターとして使用可能になるが、キャラクター性能はボス時のものより劣る。『スーパーストリートファイターIV』（以下、『スパIV』）では最初から使用可能だが、プレイヤー時とボス時の性能差がある点は初代『ストIV』と同じ。
「他のファイターの技を使うボスキャラクター」として作られているため、同様のコンセプトを持つ『バーチャファイター』のデュラルと似通ったキャラクターにならないよう注意してデザインされた経緯がある。
『ストIV』開発初期からイメージが変わっていないキャラクターだが、最終ボスとしては浮き沈みが激しく、ベガを超える悪役という設定がどんどん降格し、一時期は最終ボスの座をベガに譲り中ボスになる予定もあった。
『ストIV』のスタッフインタビューでは「発表時から『ストリートファイターIII』（以下、『ストIII』）のユリアンやギルに似ていると言われているが、関連性についてはノーコメント」、「『CAPCOM FIGHTING Jam』でユリアンがトゥエルヴのことを語っていたが、『ストIV』でも何かあるのかも」と語られている。
『ストリートファイターV』（以下『ストV』）ではSEASON4の追加キャラクターとして再び参戦する。

## キャラクター設定
立場は軍事企業・S.I.N（Shadaloo.Intimidation.Network）社のCEO。S.I.N社はベガを首領とする犯罪組織・シャドルーの兵器開発部門であり、事実上はベガの手下である。自身の肉体はベガの肉体が崩壊したときに使用されるスペアという扱いだが、ベガの代替ボディでしかない自分の肉体に疑念を感じて、シャドルーを乗っ取るべく暗躍を始める。セスは自らの体に改造を施して、さまざまな格闘技術をその身にインストールしており、戦いの際にはリュウやガイルなど他のファイターの技を使うことができる。
外見はスキンヘッドの筋肉質な巨漢で、青白く光る肌をした男。黒目と白目の色が反転した特徴的な瞳を持つほか、腹部にはすっぽり空洞があり、そこに「丹田エンジン」と呼ばれる陰陽魚太極図の模様の球体が絶えず回転している。一糸纏わぬ完全な全裸であるが、体毛や頭髪は全くなく、股間部分にも性器が存在しないなど既に普通の人間とは言いがたい外見をしている。また「丹田エンジン」使用時や自身のKO時などに体色が変化する。
作中ではセスとまったく同じ姿、似た姿をした人物が登場しており、セスの体には個体識別のために「15（フィフティーン）」のナンバーが記されている。なお作中ではNo.15（セス）のほかにNo.21の存在が確認されているが、セス自身は自分のことをナンバーで呼ばれることを激しく嫌っている。
前述したとおり戦闘時は基本的に全裸であるものの、CEOとして職務を行う際やプライベートの場面では紫のスーツに身を包み、赤を基調とした手袋とアスコットタイで正装する姿も存在する。
『ストV』ではデフォルトの姿は片目を隠した長髪で女性的な肉体に変更されているが、コスチューム変更で『ストIV』シリーズの姿にできる。
映画などのマスメディアを愚かなものと考えているが、その影響力に注意を払っているようでフェイロンの出演する「街頭覇王2」の撮影に圧力をかけた。
ザンギエフのストーリーに登場するロシアの少年たちも彼を知っていることから、一般社会でも相応の知名度を持っている。
本編では語られていないが『ストIV』におけるヨーロッパステージの巡航船は彼の所有する船という設定である。
自分自身こそ神であるかのような高圧的な態度だが、ガイルには「悪くない技」、サガットには「その技、確かに記憶した」、まことには「パワーも技も並みではない」と実力や信念のある格闘家にはその技を認めるような発言をする。その反面、いぶきには「スピード以外何もない」、フェイロンには「見た目は派手でも底は浅い」、ハカンには「油そのものの方が価値がある」、エル・フォルテに至っては「自分が作ったものに客観的な判断ができないなら何も作るべきではない」と技や人間性の問題点を的確に指摘する一面も持つ。
『ストV』では女性型素体の「素体ゼロ号」の姿で登場。何者かの依頼を受けたハン・ジュリにより素体を見つけ出され、疑似人格モジュールのインポートまで進められたが、記憶にバグが残っており人格統合エラーを起こす。起動直後にジュリに襲いかかった後は、サイコパワーに引き寄せられるままにエドやファルケと闘う。精神は崩壊し「ベガとシャドルーを倒す」ことしか考えておらず、エンディングでは混濁した意識の下でベガの幻影に襲い掛かる。

### 丹田エンジン
シャドルーの研究から生まれた究極のエンジン。下丹田にあり、陰陽太極図があしらわれた球体状のエンジンを挟み込むように上半身・下半身にそれぞれ八卦の先天図・後天図が挟み込まれている。
気や波動と呼ばれるエネルギーを練り上げ増幅し、また経絡を通じ全身に行き巡らす。全世界から収集した格闘家のデータを解析して得た波動を再現し、その「波動」を練り上げることで、それぞれの動きや技を再現できる。
ジュリが義眼として用いる「風水エンジン」はこの技術の応用であり、彼女の場合は自身の敏捷性を増幅させる効果があることがゲーム内で技として描写されている。

### 他のキャラクターとの関係
ベガ
シャドルーの総帥。セスの主人。
セスは彼の代替ボディとして捧げられる予定の人材であり、そのことを不満に思ったセスはベガに対して反旗を翻す。
対するベガはNo15（セス）のことを「利用価値がある」として黙認していたものの、その活動が目に余る域に達してきたため、その鎮圧に赴く。
なお、セスはベガのことを「亡霊」と呼び、嫌っている。
アベル
記憶喪失の元・傭兵。記憶を失っているため本人の自覚はないが、セスと関係の深い人物。
セスはアベルのことを「ナンバーも持たない不良品」として蔑んでおり、彼の存在を否定すると同時に嫉妬のような感情を抱いている場面も見られる。
一見すると普通の青年だが、肌の色や髪の毛などを除くと、その顔や体格（身長や体重、スリーサイズなど）はセスのものと完全に一致しており、これはゲーム内で使用されているポリゴンモデルも同様である。
No.21
セスの兄弟の一人。セスとまったく同じ姿をしている。
セスでアーケードモードを進めていった場合のみ、セスに代わってボスキャラクターとして登場する（性能に違いは無い）。
性格は機械的でベガに対して忠実。セスはそんな彼らを「自我がない人形」と呼び見下している。
マヤ
S.I.N社の社員で、幹部候補の一人。
その正体は「クリムゾン・ヴァイパー」のコードネームを持つCIAのスパイ。
ハン・ジュリ
セスの右腕的存在の暗殺者。
実際はセスもジュリも相手のことは信頼しておらず、自分の目的のために互いを利用しあっている。

### 正体
セスの正体は、シャドルーの極秘プロジェクト「リビングインキュベータ計画」によって人為的に生み出された27体の人造人間の内の1体であり、文字通りベガの代替ボディとして使われるためだけに作られた存在である。アベルや「No.21」と肉体的な共通点があるところも、彼らが同じ経緯で作られ、同じ遺伝子を持って誕生したクローンの一人だからである。
これらの事実は、当初は関係を匂わせるのみで、その具体的な理由や詳細は明らかになっていなかったが、アーケード版稼動から約1年後の2009年8月の公式ブログの記事において明らかになった。

## ストリートファイターIVでの末路

### セスのエンディング
目の前に立ちふさがる者を全て倒した後、自身の兄弟の一人であるNo.21との対決に臨み、これを倒す。「我らとおまえ（No.15）は同じもののはず」とつぶやくNo.21に激昂したセスはその場で彼を亡き者にし、兄弟全てとベガの抹殺を決意する。その後、邪魔者を排除して念願の王となったセスはシャドルー幹部を集め、新時代の幕開けを宣言する。
ベガを倒し、頂点に君臨したセスは、最後の仕上げとしてジュリを呼び出す。セスはジュリの野心に気付いており、彼女にこの場で決着をつけるか尋ねるが、当のジュリは「あんたについていくのも面白そうだ」と協力関係を維持することを告げる（『スパIV』）。

### 他のキャラクターのエンディング
ガイル
「BLECE」の研究データを奪取し、春麗の救出に向かうガイルの前に現れ彼に襲い掛かるが、横から飛び出してきたアベルによって阻止される。
アベル
アベルとの戦いから激しい戦闘への欲求に駆られると同時に何かを思い出せそうな感覚に陥るが、その直後、背後から現れたベガに丹田エンジンを破壊され活動を停止する。
フェイロン
フェイロンに、撮影スタッフを襲ったことが真実かを問いただされ、彼にメディアが持つ権力の愚かさと影響の大きさを説いた後、背後から飛んできたナイフによって暗殺される。
一連の事件を不審に思ったフェイロンはその後もS.I.Nの調査を継続しており、後にアベルによってその真実を聞かされることとなる（『スパIV』）。
ベガ
ベガに敗北し、あと一歩というところでシャドルー掌握を阻止されたセスは彼に怨嗟の言葉をぶつけるが、ベガはそれらは全て自分が仕組んだ計画通りに行われていたことだと告げる。怒りに駆られたセスはベガの抹殺を試みようとするが、対するベガはセスを「失敗作」と呼んで見限り、背後に控えていた数十体の「セスと同じ姿を持つ者たち」にセスの始末を命じる。
その後、ベガは倒れたセスから何かを取り出そうとするが、突如背後に現れたジュリがセスの兄弟たちを一瞬で始末するところを見るとそちらの方に興味を抱き、セスを放り出して彼女との戦いに臨む（『スパIV』）。
クリムゾン・ヴァイパー
ヴァイパーの裏に、大きな力を持った組織の存在を嗅ぎ取ったセスだったが、その直後ヴァイパーによって始末される。後日、ヴァイパーはNo.15（セス）の処分が完了したことと、残りの26体の処分にも取り掛かることを組織に報告する。
ハン・ジュリ
ジュリの野心や行動は全て見通していたものの彼女に敗北してしまい「あんたは単なるオマケ」「ベガの方がまだマシ」と散々ジュリに罵られた後、丹田エンジンを蹴りで叩き潰され活動を停止する。
ザンギエフ
大会が中止になったため、記念品だけでも貰って帰ろうとやってきたザンギエフに有無を言わさず襲い掛かるが返り討ちに遭う。その後セスは、「世界最強の自分が悪人を懲らしめた」という事実を証明するため、ザンギエフと一緒に無理矢理記念写真を撮らされた後、報道陣によって公の場に晒されることとなる。
サガット
エンディングでサガットが「お前の拳には魂がなかった。かつての俺もそうだったのだろう…」と語るシーンにおいて、研究所内で倒れている姿がある。
ディージェイ
ディージェイの攻撃でトドメをさされるシーンがTVで中継されている。止めを刺される直前にディージェイに「最高のリズムが湧いてきた」と言われると、自身もリズムを取り始める。
ロレント
多数の手榴弾を投げつけられ殺害される。その後ロレントは大将を討ち取ったことを配下の兵士たちに通達し、能力強化装置を探し始める。

## キャラクター性能
前述した通り様々なファイターの技を肉体にインストールしており、他のキャラクターが使用する中でも特に性能が高い飛び道具、対空技、コマンド投げ、瞬間移動技などの各種必殺技を使用可能。更に三角飛びなどの特殊能力や、相手を引き寄せるトリッキーな技も持ち合わせているため、基本的に間合いを選ばず、どんな相手に対しても戦うことができる万能型のキャラクターであるといえる。
ボスキャラクター版のセスは、体力面などの各種性能が強化されており、プレイヤーキャラクター版のセスよりも高い性能を誇る。初期状態では通常技しか使ってこないものの、一度勝利すると真の力を見せるというデモシーンが入り、次のラウンドから必殺技やスーパーコンボなども使用してくるようになる（ラウンド設定を1本先取にした場合は、最初から全力モード）。
プレイヤーキャラクター版のセスは対人戦でのバランス調整のため、防御力と気絶値が豪鬼以下になり、全キャラクター中でも最低値になる。また、攻撃力もボス版のものより低くなるため、豊富な必殺技や高性能なスーパーコンボとウルトラコンボを駆使して大ダメージを受けないように攻めていく必要がある。

## 技の解説
他のキャラクターに近接する要素を持った技を使う。

### 通常技
技名は『スパIV（AE）』時のものを記載。
| 操作     | 立ち（近距離） | 立ち（遠距離）     | しゃがみ           | 垂直ジャンプ             | 斜めジャンプ           |
| -------- | -------------- | ------------------ | ------------------ | ------------------------ | ---------------------- |
| 弱パンチ | 肘突き         | ジャブ             | 地獄突き           | ジャブ                   | ショートフック         |
| 中パンチ | 水平チョップ   | 鬼哭突き           | ストレート         | 鷹嘴拳（ヨウシケン）     | エアアッパー           |
| 強パンチ | ボディアッパー | ダブルズームパンチ | エルボーアッパー   | ヘッドクラッシュ         | ヘッドクラッシュ       |
| 弱キック | 膝蹴り         | ローキック         | キック             | 鶴鶯蹴（カクオウシュウ） | 飛び蹴り               |
| 中キック | トーキック     | ミドルキック       | 脛蹴り             | フライングセス           | ジャンプキック         |
| 強キック | サイズキック   | 胴回し蹴り         | グラウンドスイープ | ドロップキック           | フライングセスシュート |

ダブルズームパンチ
ダルシムのものと同じ。『ウルトラストリートファイターIV』（以下、『ウルIV』）のオメガエディションでは「鬼哭突き」（遠距離中パンチ）を表裏反転させたパンチに変更され、ズームパンチは特殊技に変更された。
フライングセス
空中でフライングボディアタックの体制になる。『ウルIV』のオメガエディションでは、空中で一瞬静止し、フライングボディアタックの体制になって下降する。下降中はある程度左右移動が可能で、着地のタイミングをずらしたり、めくりを狙うことができるようになった。
鬼哭突き
豪鬼のものと同じだが中パンチである特徴から狂オシキ鬼に近い性能を持つ。『ウルIV』オメガエディションでは、表裏反転した「鬼哭突き」を遠距離強パンチとして使用する。

### Vシステム
カラミティシャッター
Vリバーサル。腕を振り下ろす攻撃で反撃する。
ヘルアサルト
Vシフトブレイク。

#### Vスキル
丹田エンジン [I]
腹部に位置する丹田エンジンを中心に気流を発生させて相手を吸い寄せる技。
丹田インストール
引き寄せた相手の頭を掴みつつ、腹部に拳を当てデータを奪い相手の必殺技をコピーする。
インストールアーツ
上記で奪ったデータを用いて、一度だけ相手の必殺技を使用可能になる。
ブルータルインパクト
セス同士の対戦（同キャラクター対戦）において、相手側のセスに対し「丹田インストール」をヒットさせた時のみ使用できる技。巨大化してストレートを放つ。
丹田ブースター [II]
前方に高速移動する技。移動中に「ヘカトンケイル」、「マッドクレイドル」、「クルーエルディザスター」のコマンドを入力すると性能が変化する。

#### Vトリガー
丹田イグニッション [I]
丹田エンジンの出力を上げ、各種必殺技から派生する専用の追加技を出すことが可能になる。また、クリティカルアーツの「丹田ディストーション」が「丹田エクストリーム」に変化する。
丹田マニューバ [II]
丹田エンジンから放出した黒い球体を設置する飛び道具。設置した球体はレバーとパンチボタンの組み合わせで最大4回まで移動させることが可能。
丹田エクスプロード
上記で設置した球体をその場で爆発させる。

### 通常投げ
ジェノサイドシュート
相手の頭を鷲掴みにして軽々と持ち上げた後、足を高く回し上げ、カカト落としで目の前に蹴り落とす。
デススルー
相手の頭を鷲掴みにして軽々と持ち上げた後、背後に投げ飛ばす。

### 特殊技（ストリートファイターIV）
鷹爪脚
元々は春麗の技。空中から繰り出される技で、追加入力を行うことで最高三連続で踏みつけを行うことが可能。技の性質はほぼ同じだが、モーションが異なる。
3回目の踏みつけは地上の相手をダウンさせるが、『ウルIV』のオメガエディションではダウンさせない。
天魔空刃脚
元々は豪鬼の技。空中から下方向へ急降下しながら蹴りを放つ。オリジナルと構えが全く異なり、腕を翼のように伸ばして下降する。
空中の相手に鷹爪脚→天魔空刃脚のコンボが可能で、この場合、「天魔空刃脚」をヒットさせると相手は前方に弾かれる。『ウルIV』のオメガエディションでは蹴り落とされるように斜め下に下降する。
サイズキック
元々はユリアンの通常技。『ウルIV』のオメガエディションで特殊技にもなった近距離強キックの性能変化版。通常版よりも脚を振りかぶり、踵を落とす。ダメージ、気絶値ともに通常版と同じだがしゃがみガード不能に性能が強化された。
ダブルズームパンチ
元々はダルシムの通常技。前に倒れ込むようにしながら、腕を前方に伸ばす。『ウルIV』のオメガエディションでは特殊技扱いとなった。
ジャンプダブルズームパンチ
こちらもダルシムの通常技。垂直ジャンプ中のみ使用可能。斜め下に向かってズームパンチを繰り出す。『スパIV』で削除され、『ウルIV』のオメガエディションで再び追加された。『ストIV』ではダルシムと同じ、即座に腕を伸ばす動作だったが『ウルIV』オメガエディションでは空中で振りかぶって腕を伸ばす動作に性能が変化した。
三角跳び
元々は春麗やバルログが使用する技。空中で壁を蹴り、画面の端から端まで跳ぶ。
春麗やバルログよりも素早く長距離を跳ぶことができる。

### 特殊技（ストリートファイターV）
ステップシュート
踏み込みながらストレートを放つ。
ハザードブロー
大きく踏み込みながら強烈なストレートを放つ。
ヘッドハンター
大きく足を振り上げた後、踵落としを繰り出す中段攻撃。『ストIV』で使用していた「サイズキック」と同様のものだが、単発のコマンドで出せるようになっている。
ターニングスライサー
大きく足を振り上げた後、相手の足元を狙って蹴りを放つ下段攻撃。

### ターゲットコンボ（ストリートファイターIV）
ジャブ → 鬼哭突き（遠距離弱パンチ → 遠距離中パンチ）
『ウルIV』のオメガエディションで追加されたターゲットコンボ。

### ターゲットコンボ（ストリートファイターV）
ツインクロー
立ち中パンチから立ち強パンチを繋げるターゲットコンボ。
丹田コンビネーション
「ツインクロー」から「丹田エンジン」を繋げるターゲットコンボ。Vスキルに「丹田エンジン」を選択している時のみ使用可能。
シュートスライサー
「ステップシュート」から「ターニングスライサー」を繋げるターゲットコンボ。
フェイタルラッシュ
「シュートスライサー」から「ハザードブロー」を繋げるターゲットコンボ。

### 必殺技（ストリートファイターIV）
ソニックブーム
元々はガイルたちの技。前方に回転する衝撃波を発射する飛び道具。
オリジナル版と違ってタメ入力ではなくなっているほか、両腕を交差させるようにして放つのではなく、片手を振り抜くようにして放つ点が異なる。
EX版では素早く2発撃ち出す。
『ウルIV』のオメガエディションのEX版は掌から球形の気を放ち、その中から研ぎ澄まされたソニックブームを作り出す。その場で少し停滞してから相手に飛んでいく技になった。
昇龍拳
元々はリュウたちの技。無敵時間のあるジャンプアッパーを繰り出す対空技。
オリジナル版と違ってヒット時は追加入力を行うことが可能。空中でさらに逆の腕による「昇龍拳」を繰り出し、最後はまた逆の腕で回転しながらの「昇龍拳」を繰り出す。EX版は最後の回転した「昇龍拳」が、「神龍拳」のように複数ヒットし相手を空高く吹き飛ばす。
百裂脚
元々は春麗の技。初段を当てると、相手をロックして追撃が発動する打撃投げ。
大きく前に踏み込み、相手にキックを当てて怯ませた後、肉眼で確認できないほどのスピードで蹴りの連打を浴びせる。
オリジナル版と違ってボタン連打で発動する技ではなくなっているほか、技の性質も大きく変化している。
『ウルIV』のオメガエディションのEX版以外は回し蹴りで相手をロックすると4連続の蹴りを放つ。
スクリューパイルドライバー
元々はザンギエフの技。至近距離の地上の相手にのみ有効な投げ技。
超高度から回転しながらパイルドライバーを決める点は同じだが、地上で相手を掴んだ後、自身が跳躍してから技を決めるザンギエフとは違い、セスの場合は相手をアッパーカットで上空に打ち上げた後「ヨガテレポート」で追跡し、空中で相手を掴んでから技を決める。
ヨガテレポート
元々はダルシムの技。画面内の別の場所に瞬間移動する移動技。
オリジナル版と比べて隙は小さいが、空中で発動することができないなどの違いがある。
チャリオットタックル
『ウルIV』のオメガエディションで追加。元々はユリアンの技で、セービングアタックの動作で前方へ高速で突進するショルダータックル。EX版は二段技になり、発生、判定、ダメージともに高性能だが隙は大きい。セービング可能だが、最大距離とEX版ではアーマーブレイク属性。
EX版は、技後に弱かEX版で追撃が可能。
丹田エンジン
丹田エンジンを中心に気流を発生させて相手を吸い寄せる技。前方近〜中距離にいる、地上の相手にのみ有効（投げ技扱い）。
この技自体に攻撃力はないが、ガードしていない相手は仰け反り状態で引き寄せられるため、一時的に無防備な状態を作ることができる。
通常のEX技と異なり、発動時にスーパーコンボゲージを50%分消費する。

### 必殺技（ストリートファイターV）
ヘカトンケイル
踏み込みながら連続パンチを繰り出す。弱中強の順に移動距離とヒット数が増加する。EX版は連続パンチの後に殴りつける動作が加わりダウンを奪える。
ヘカトンケイル・グライド
Vスキル[II]の「丹田ブースター」中に「ヘカトンケイル」のコマンド入力すると本技に変化。「ヘカトンケイル」よりも更に大きく前進しながら連続パンチを放つ。
マッドクレイドル
錐揉み回転しながら垂直に上昇する対空技。
マッドスパイラル
Vスキル[II]の「丹田ブースター」中に「マッドクレイドル」のコマンド入力すると本技に変化。こちらは斜め方向に上昇する。
クルーエルディザスター
その場で高速でスピンをした後に回し蹴りを放つ。EX版は回し蹴り後に蹴り上げの動作が加わる。蹴り上げ部分はジャンプキャンセルが可能。
スピンペンデュラム
Vスキル[II]の「丹田ブースター」中に「クルーエルディザスター」のコマンド入力すると本技に変化。高速スピン攻撃の後に蹴り上げを放つ。ヒット後は追撃が可能。
アナイアレイトソード
空中から踵落としを放つ。
ティタノマキア
Vトリガー[I]発動中に使用可能。「ヘカトンケイル」、「ヘカトンケイル・グライド」と一部の「インストールアーツ」から派生する追加攻撃。相手の背後にワープし、ボディブロー放つ。
マッドスピン
Vトリガー[I]発動中に使用可能。「マッドクレイドル」、「マッドスパイラル」と一部の「インストールアーツ」から派生する追加攻撃。ドリル状に高速回転しながら攻撃した後に一礼をする。
サイクロンディザスター
Vトリガー[I]発動中に使用可能。「クルーエルディザスター」、「スピンペンデュラム」と一部の「インストールアーツ」から派生する追加攻撃。空中で回転しながら浴びせ蹴りを放つ。
ヘルズゲイト
Vトリガー[I]発動中に使用可能。「アナイアレイトソード」と一部の「インストールアーツ」から派生する追加攻撃。ワープで地面に着地した後にパンチで相手を打ち上げる。

### スーパーコンボ
丹田ストーム
「丹田エンジン」の出力を上げ、前方に謎の黒い球体を発生させる。球体を高速回転させながら圧縮させ、最後にエネルギーを放出し炸裂させる。
「丹田エンジン」同様、相手を吸い寄せる効果があり、球体は連続したダメージを与え、技がヒットしなかった場合は球体を炸裂させずに両手で閉じるようにして消滅させる。
球は相手を真上に弾くようなヒットをするため、空中の相手に使うと相手が球の上で跳ねてヒット数が格段に下がる。
『ウルIV』のオメガエディションでは空中の相手にも当たれば、その場で連続ヒットが入るようになっている。

### ウルトラコンボ
UC1 - 丹田ストリーム
前方に弾速が速く、目に見えない衝撃波のような飛び道具を放つ。これがヒットすると相手を丹田エンジンに吸い込み、高笑いをした後、画面に叩きつけるようにして勢い良く吐き出す。
効果範囲が非常に広く、高性能なウルトラコンボではあるが、反面、総合的なダメージは他キャラクターのウルトラコンボに劣る。
『PROJECT X ZONE』では単体の必殺技であり、流れは「百裂脚」でひるませてから本技で追撃するという内容。
UC2 - 丹田タイフーン
技の発動と同時に腕を組み、頭を支点にして自身がブリッジの体勢になる。その後、腹部の丹田エンジンから猛烈に吹き荒れる竜巻を放出し、斜め上空の敵を攻撃する。セスは竜巻を放出している間はブリッジの体勢を維持し続け、技が終了するとゆっくりと元の体勢に戻る。
こちらも「丹田エンジン」同様、近距離にいる地上の相手を吸い寄せる効果がある。フルヒット時のダメージは「丹田ストリーム」より上だが、技後にブリッジを解く動作があるため隙が大きい。
『PROJECT X ZONE』では2体対象の複数技として使用。「ヨガテレポート」で追いかけつつ2体の相手を肘で打ち上げてから本技で追撃する流れとなっている。

### クリティカルアーツ
丹田ディストーション
前方に渦状の衝撃波を放ちヒットすると相手を球体に閉じ込め、セスと共に1回転したのち相手を吹き飛ばす。
丹田エクストリーム
Vトリガー[I]発動中は本技に変化。1回転する部分までは同じだが、セスが2体に分身し、球体状にした相手を挟み撃ちにして攻撃したのち相手を画面の手前側に吹き飛ばす。

## 他のメディアでのセス
オリジナルアニメーション『ストリートファイターIV〜新たなる絆〜』
リュウの持つ強大な力＝「殺意の波動」を狙う黒幕として登場。物語終盤において、部下であるC.ヴァイパーの作戦のもと、リュウをおびき出すことに成功し、彼と対峙する。殺意の波動を拒絶するリュウに苛立ち、彼を完膚なきまでに叩きのめすが、迷いを振り切ったリュウが生み出した「新たな波動」を浴び、敗北する。その後はベガの助けにより辛くも難を逃れるも恩義は感じておらず、打倒ベガの野望は諦めてはいないようであった。
『ストリートファイター アート・コミック・アンソロジー』
作家陣の一人である福原鉄平が描いた短編漫画「傀儡王セスの思考」では、かねてからの念願であったリュウの拉致に成功し、その記憶を自身にインストールすることを試みる。ところが、リュウの記憶を探るうちに、セスはかつてリュウが出会った『ストIII』シリーズの登場キャラクターであるエフィーに恋をしてしまい、その結果、強さの極意を「女性」の存在に見出し、世界中の女性格闘家のデータを集めるという妙な野望を抱くようになった。